# Emile Hanse
Emile Hanse (Namen, 10 augustus 1892 - Ukkel, 5 april 1981) was een Belgisch voetballer die speelde als middenvelder. Hij voetbalde in Eerste klasse bij Union Sint-Gillis en speelde 11 interlands met het Belgisch voetbalelftal waarmee hij in 1920 olympisch kampioen werd.

## Loopbaan

### Als speler bij Union Sint-Gillis
Hanse, sloot zich in 1906 op 14-jarige leeftijd aan bij Union Sint-Gillis. Hij doorliep er de jeugdreeksen en debuteerde in mei 1909 als middenvelder in het eerste elftal van de ploeg in de thuiswedstrijd tegen Antwerp FC die met 11-0 werd gewonnen. Hanse verwierf er al snel een basisplaats en werd met de ploeg tweemaal landskampioen (1913 en 1923) en won eveneens tweemaal de Beker van België (1913 en 1914). 
Zijn spelerscarrière werd onderbroken door de Eerste Wereldoorlog toen de competitie vijf jaar onderbroken werd en door een knieblessure waardoor hij een volledig seizoen niet kon spelen. Hanse was de eerste persoon in België die aan de meniscus werd geopereerd. 
Hanse bleef voetballen bij Union tot in 1927 en zette toen een punt achter zijn spelersloopbaan. In totaal speelde hij 254 wedstrijden in Eerste klasse en scoorde hierbij 23 doelpunten.

### Als international
Tussen 1920 en 1926 speelde Hanse 11 wedstrijden met het Belgisch voetbalelftal. Hij maakte deel uit van de ploeg die op de Olympische Zomerspelen 1920 in Antwerpen olympisch kampioen werd. Hanse speelde in alle drie de wedstrijden mee. 

### Na zijn spelerscarrière
Na zijn spelerscarrière trad Hanse toe tot het bestuur van Union Sint-Gillis. In 1952 werd hij voorzitter van de ploeg en hij bleef dit tot in 1963. Zijn zoon Désiré Hanse speelde nog tien wedstrijden tijdens de Tweede Wereldoorlog.
Tijdens de jaren 30 was hij eveneens selectieheer van het nationale B-elftal.